# ريهين
ريهين (Riehen) هي إحدى بلديات كانتون مدينة بازل السويسري. قُدّر عدد سكانها في ديسمبر 2002 م بحوالي 20722 نسمة، وتبلغ مساحتها 10.87 كم2، وترتفع عن سطح البحر 278 م.

## توأمة
لريهين اتفاقيات توأمة مع كل من:
- Mutten [الإنجليزية]‏
- ميركورا تشيوك

## أعلام
- كونراد إتش. فريد
- جوزيف هوجي
- رولف تسينكرناغل
- فاليري فون مارتنز
- إليزابيت جيرتر

## وصلات خارجية
- موقع البلدية الإلكتروني